# Фтор
| 9             | Фтор |
| F18.998403162 |      |
| 1s² 2s² 2p⁵   |      |

Фтор (химический символ — F, от лат. Fluorum; устар. «флюор») — химический элемент 17-й группы (по устаревшей классификации — главной подгруппы седьмой группы, VIIA) второго периода периодической системы химических элементов Д. И. Менделеева, с атомным номером 9.
Является самым химически активным неметаллом и сильнейшим окислителем. Фтор относится к группе галогенов и является самым лёгким элементом из этой группы.
Как простое вещество (при нормальных условиях) фтор — это двухатомный газ (формула — F2) бледно-жёлтого (в толстых слоях — зеленовато-жёлтого) цвета с резким запахом, напоминающим озон или хлор. При криогенных температурах представляет собой жёлтую жидкость или бледно-жёлтые кристаллы.
Чрезвычайно токсичен. Обладает исключительно высокой коррозионной активностью.

## История
Первое соединение фтора — флюорит (плавиковый шпат) CaF2 — описано в конце XV века под названием «флюор». В 1771 году Карл Шееле получил плавиковую кислоту. При обработке минерала флюорита CaF2 серной кислотой он выделил HF в виде водного раствора. Это событие рассматривается в истории химии как открытие фтора. Аналогию с хлором предложил в 1810 году Андре Ампер, его поддержал Гемфри Дэви. Дэви изучил растворения стекла в плавиковой кислоте.
Как химический элемент, входящий в состав плавиковой кислоты, фтор был предсказан в 1810 году, а выделен в свободном виде лишь 76 лет спустя Анри Муассаном в 1886 году электролизом жидкого безводного фтористого водорода, содержащего примесь кислого фторида калия KHF2.

### Происхождение названия
Название «фтор» (от др.-греч. φθόριος — разрушительный), предложенное Андре Ампером в 1816 году, употребляется в русском, греческом и некоторых других языках. Во многих же других странах приняты названия, производные от старинных названий минерала флюорита CaF2, которые в свою очередь происходят от его способности понижать температуру плавления металлургического шлака, образующегося при восстановлении металлов из руд, и увеличивать его текучесть (лат. fluere — течь): например, тот же Ампер в письме Дэви от 6 августа 1812 предложил слово fluorine, благодаря адресату письма прочно вошедшее в английский язык.

## Распространение в природе
Содержание фтора в атомных процентах в природе показано в таблице:
| Объект        | Содержание, % |
| ------------- | ------------- |
| Почва         | 0,02          |
| Воды рек      | 0,00002       |
| Воды океана   | 0,0001        |
| Зубы человека | 0,01          |

В природе значительные скопления фтора содержатся, в основном, в минерале флюорите (CaF2), содержащем по массе 51,3% Ca и 48,7 % F. Кларк в земной коре 650 г/т.
Из растений относительно богаты фтором чечевица и лук.
В почве фтор накапливается в результате вулканической деятельности, в составе вулканических газов обычно содержится большое количество фтороводорода.

## Физические свойства
При нормальных условиях представляет собой бледно-жёлтый газ. В малых концентрациях в воздухе его запах напоминает одновременно озон и хлор. Очень агрессивен и сильно ядовит.
Фтор имеет аномально низкую температуру кипения (85,03 К, −188,12 °C) и плавления (53,53 К, −219,70 °C). Это связано с тем, что фтор не имеет d-подуровня и не способен образовывать полуторные связи, в отличие от остальных галогенов (кратность связи в остальных галогенах примерно 1,1).
Ниже температуры плавления образует кристаллы бледно-жёлтого цвета.

### Электронное строение

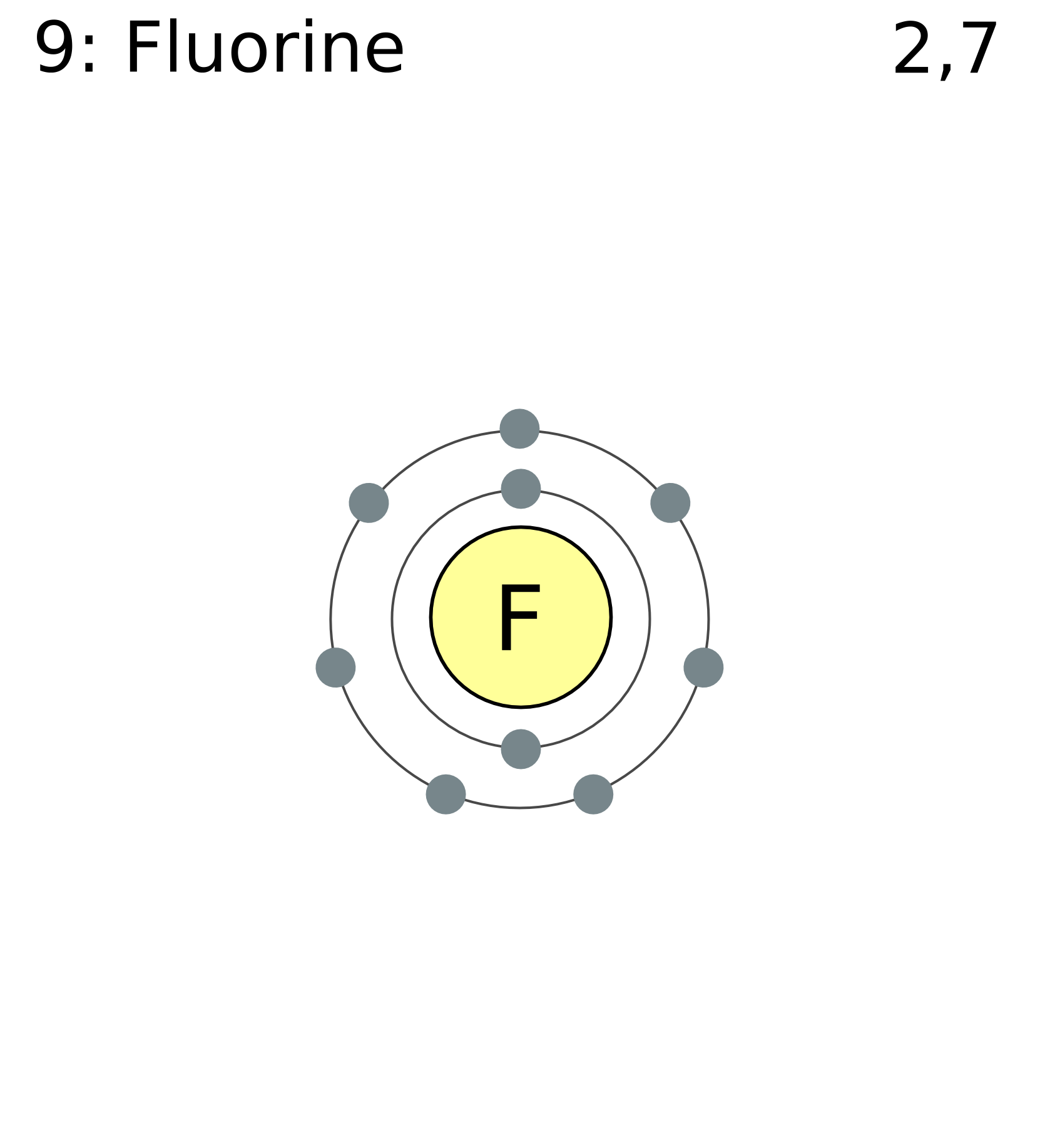
Электронная конфигурация внешнего электронного уровня атома фтора

Электронная конфигурация атома фтора: 1s22s22p5.
Атомы фтора в соединениях проявляют степень окисления, равную −1. Положительные степени окисления в соединениях неизвестны, так как фтор является самым электроотрицательным элементом.
Обозначение квантовохимического терма атома фтора — 2P3/2.

#### Строение молекулы

Применение метода МО для молекулы F_{2}

С точки зрения теории молекулярных орбиталей, строение двухатомной молекулы фтора можно охарактеризовать следующей диаграммой. В молекуле присутствует 4 связывающих орбитали и 3 разрыхляющих. Порядок связи в молекуле равен 1.

### Кристаллы

Кристаллическая структура α-фтора (стабильная при атмосферном давлении)

Фтор образует молекулярные кристаллы с двумя кристаллическими модификациями, стабильными при атмосферном давлении:
- α-фтор, непрозрачный, твёрдый и хрупкий[8], существует при температуре ниже 45,6 K, кристаллическая решётка моноклинной сингонии, пространственная группа C 2/c, параметры ячейки a = 0,54780(12) нм, b = 0,32701(7) нм, c = 0,72651(17) нм, β = 102,088(18)°, Z = 4, d = 1,98 г/см3 с объёмом элементарной ячейки 0,12726(5) нм³ (при 10 К)[2][3][8][9];
- β-фтор, прозрачный, менее плотный и твёрдый[8], существует в интервале температур от 45,6 К до точки плавления 53,53 K, кристаллическая решётка кубической сингонии (примитивная решётка), пространственная группа Pm3n, параметры ячейки a = 0,65314(15) нм, Z = 8, d = 1,81 г/см3 с объёмом элементарной ячейки 0,27862(11) нм³ (при 48 К), решётка изотипична γ-фазе O2 и δ-фазе N2[2][3]. В раннем (но единственном проведённом до 2019 года) эксперименте по изучению структуры β-фтора рентгенографическая плотность кристалла была оценена как 1,70(5) г/см³[7][10], и эта плотность твёрдого фтора цитируется в большинстве справочников. Более точное современное измерение даёт 1,8104(12) г/см³[3].

Фазовый переход между этими кристаллическими фазами фтора более экзотермичен, чем затвердевание жидкого фтора. Фаза ромбической сингонии у твёрдого фтора не обнаружена, в отличие от всех прочих галогенов. Молекулы α-фтора разупорядочены по направлению. Длина связи F—F в молекулах составляет 0,1404(12) нм.
Даже при столь низких температурах взаимодействие кристаллов фтора со многими веществами приводит к взрыву.

### Изотопный состав
Фтор является моноизотопным элементом: в природе существует только один стабильный изотоп фтора 19F. Известны ещё 17 радиоактивных изотопов фтора с массовым числом от 14 до 31 и один ядерный изомер — 18mF. Самым долгоживущим из радиоактивных изотопов фтора является 18F с периодом полураспада 109,771 минуты, важный источник позитронов, использующийся в позитрон-эмиссионной томографии.

#### Ядерные свойства изотопов фтора
| Изотоп | Относительная масса, а. е. м. | Период полураспада | Тип распада      | Ядерный спин | Ядерный магнитный момент |
| ------ | ----------------------------- | ------------------ | ---------------- | ------------ | ------------------------ |
| 17F    | 17,0020952                    | 64,5 c             | β+-распад в 17O  | 5/2          | 4,722                    |
| 18F    | 18,000938                     | 1,83 часа          | β+-распад в 18O  | 1            |                          |
| 19F    | 18,99840322                   | Стабилен           | —                | 1/2          | 2,629                    |
| 20F    | 19,9999813                    | 11 c               | β−-распад в 20Ne | 2            | 2,094                    |
| 21F    | 20,999949                     | 4,2 c              | β−-распад в 21Ne | 5/2          |                          |
| 22F    | 22,00300                      | 4,23 c             | β−-распад в 22Ne | 4            |                          |
| 23F    | 23,00357                      | 2,2 c              | β−-распад в 23Ne | 5/2          |                          |

#### Магнитные свойства ядер
Ядра изотопа 19F имеют полуцелый спин, поэтому возможно применение этих ядер для ЯМР-исследований молекул. Спектры ЯМР-19F являются достаточно характеристичными для фторорганических соединений.

## Химические свойства
Самый активный неметалл, бурно взаимодействует почти со всеми веществами (кроме фторидов в высших степенях окисления и редких исключений — фторопластов) и с большинством из них — с горением и взрывом.
Образует соединения со всеми химическими элементами, кроме гелия и неона. Известно лишь два соединения с аргоном, существующих только при температуре ниже температуры кипения водорода (то есть около абсолютного нуля), и только одно из них содержит фтор — гидрофторид (фторид-гидрид) аргона HArF.
К воздействию фтора при комнатной температуре устойчивы некоторые металлы (в компактном виде) за счёт образования на их поверхности плотной плёнки фторида, тормозящей реакцию со фтором, например, Al, Mg, Cu, Fe, Ni; однако эти же металлы в виде мелкого порошка бурно реагируют даже с жидким фтором. Контакт фтора с водородом приводит к воспламенению и взрыву в кварцевых сосудах даже при очень низких температурах (до −252  °C), в магниевых сосудах для начала реакции нужен небольшой нагрев.
Почти все простые вещества энергично реагируют со фтором; к исключениям относятся только гелий, неон, аргон, азот и кислород. Криптон взаимодействует со фтором в электрическом разряде. При комнатной температуре фтор не реагирует с сухим сульфатом калия, углекислым газом и закисью азота. Без примеси фтороводорода при комнатной температуре не действует на стекло. Не реагирует с тетрафторметаном и другими насыщенными фторуглеродами.
В атмосфере фтора горят даже вода, платина и ксенон.
Фтор способен вытеснять другие галогены из их солей:
{\displaystyle {\ce {2NaBr + F2 -> 2NaF + Br2 ^}}},
{\displaystyle {\ce {2NaCl + F2 -> 2NaF + Cl2 ^}}}.
Реакция между щелочами и фтором:
{\displaystyle {\ce {2NaOH + 2F2 -> 2NaF + OF2 + H2O}}}.
Продукты реакции фтора с водой, в зависимости от условий её протекания, могут различаться:
{\displaystyle {\ce {2F2 + 2H2O -> 4HF ^ + O2 ^}}},
{\displaystyle {\ce {12F2 + 11H2O -> 19HF ^ + H2O2 + HOF ^ + O2 ^ + O3 ^ + OF2 ^ + O2F2 ^}}}
Высокая энергия связи H-F позволяет осуществляться реакциям гидридов со фтором, где образуется фтороводород (кроме вышеупомянутой воды, со фтором реагируют NH3, B2H6, SiH4, AlH3 и т. д.).
К реакциям, в которых фтор формально является восстановителем, относятся реакции разложения высших фторидов, например:
{\displaystyle {\ce {2CoF3 -> 2CoF2 + F2 ^}}},
{\displaystyle {\ce {2MnF4 -> 2MnF3 + F2 ^}}}.
Фтор также способен окислять в электрическом разряде кислород, образуя дифторид кислорода OF2 и диоксидифторид O2F2. Под давлением или при облучении ультрафиолетом реагирует с криптоном и ксеноном с образованием фторидов благородных газов.
Во всех соединениях фтор проявляет степень окисления −1. Чтобы фтор проявлял положительную степень окисления, требуется создание эксимерных молекул или иные экстремальные условия. Это требует искусственной ионизации атомов фтора. Элементы в соединениях со фтором часто проявляют высшие степени окисления.

## Получение

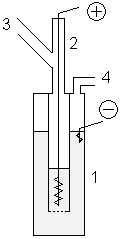
Лабораторный метод получения фтора

Промышленный способ получения фтора включает добычу и обогащение флюоритовых руд, сернокислотное разложение их концентрата с образованием безводного HF и его электролитическое разложение.
Для лабораторного получения фтора используют разложение некоторых соединений, но все они не встречаются в природе в достаточном количестве, и их получают с помощью свободного фтора.

### Лабораторный метод
- В лабораторных условиях фтор можно получать с помощью показанной установки. В медный сосуд 1, заполненный расплавом KF·3HF, помещают медный сосуд 2, имеющий отверстия в дне. В сосуд 2 помещают толстый никелевый анод. Катод помещается в сосуд 1. Таким образом, в процессе электролиза газообразный фтор выделяется из трубки 3, а водород — из трубки 4. Важным требованием является обеспечение герметичности системы, для этого используют пробки из фторида кальция со смазкой из оксида свинца(II) и глицерина.
- В 1986 году, во время подготовки к конференции по поводу празднования 100-летия первого получения свободного фтора, Карл Кристе[англ.] открыл[15][16] способ чисто химического получения фтора с использованием реакции во фтороводородном растворе K2MnF6 и SbF5 при 150 °C[12][17]:

{\displaystyle {\ce {2K2MnF6 + 4SbF5 -> 4KSbF6 + 2MnF3 + F2 ^}}}
Он основан на вытеснении слабой кислоты Льюиса [MnF4] из её соли K2MnF6 более сильной кислотой Льюиса SbF5. Образовавшийся тетрафторид марганца MnF4 термодинамически неустойчив и спонтанно разлагается до MnF3 с выделением элементарного фтора. Хотя этот метод не имеет практического применения, он демонстрирует, что электролиз необязателен; кроме того, все компоненты для данных реакций могут быть получены без использования газообразного фтора.
- Также для лабораторного получения фтора можно использовать нагрев фторида кобальта(III) до 300 °C, разложение фторидов серебра и некоторые другие способы.

### Промышленный метод
Промышленное производство фтора осуществляется электролизом расплава кислого фторида калия KF·2HF (часто с добавлениями фторида лития), который образуется при насыщении расплава KF фтористым водородом до содержания 40—41 % HF. Процесс электролиза проводят при температурах около 100 °C в стальных электролизёрах со стальным катодом и угольным анодом.

## Хранение
Фтор хранят в газообразном состоянии (под давлением) и в жидком виде (при охлаждении жидким азотом) в аппаратах из никеля и сплавов на его основе (монель-металл), из меди, алюминия и его сплавов, латуни, нержавеющей стали (это возможно, потому что эти металлы и сплавы покрываются плёнкой фторидов, которая защищает от дальнейшей реакции со фтором).

## Применение
Фтор используется для получения:
- фреонов — широко распространённых хладагентов;
- фторопластов — химически инертных и негорючих полимеров;
- фторкаучуков — химически инертных и негорючих эластомеров;
- элегаза SF6 — газообразного изолятора, применяемого в высоковольтной электротехнике;
- гексафторида урана UF6, применяемого для разделения изотопов урана в ядерной промышленности;
- гексафтороалюмината натрия — электролита для получения алюминия путём электролиза;
- фторидов металлов (например, W и V), которые обладают некоторыми полезными свойствами.
- Фтористые соединения используются в электролитах литиевых аккумуляторов для создания диэлектрического слоя между катодом и анодом.

### Ракетная техника
Фтор и некоторые его соединения являются сильными окислителями, поэтому могут применяться в качестве окислителя в ракетных топливах. Очень высокая эффективность фтора вызывала значительный интерес к нему и его соединениям. На заре космической эры в СССР и других странах существовали программы исследования фторсодержащих видов ракетного топлива. Однако продукты горения с фторсодержащими окислителями токсичны. Поэтому топлива на основе фтора не получили распространения в современной ракетной технике.

### Применение в медицине
Фторированные углеводороды (например перфтордекалин) применяются в медицине как кровезаменители. Существует множество медицинских препаратов, содержащих фтор в структуре (фторотан, фторурацил, флуоксетин, галоперидол и др.). Фториды натрия, калия и др. в строго дозированных микроколичествах применяются для профилактики кариеса (см. ниже).

## Биологическая и физиологическая роль
Фтор является жизненно необходимым для организма элементом. Основным источником поступления фтора в организм человека является питьевая вода. В организме человека преобладающая концентрация фтора содержится в эмали зубов в составе фторапатита — Ca5F(PO4)3 — и в костях. Общее содержание составляет 2,6 г, в том числе в костях 2,5 г. Нормальное суточное поступление фтора в организм человека равно 2,5—3,5 мг. При недостаточном (менее 0,5 мг/литр питьевой воды) или избыточном (более 1 мг/литр) потреблении фтора организмом могут развиваться заболевания зубов: кариес, пародонтоз, флюороз (крапчатость эмали) и остеосаркома. Также избыточное потребление фтора может приводить к поражениям костной системы.
Малое содержание фтора разрушает эмаль за счёт вымывания фтора из фторапатита с образованием гидроксоапатита, и наоборот.
Для профилактики кариеса рекомендуется использовать зубные пасты с добавками фторидов (натрия и/или олова), употреблять фторированную воду (до концентрации 1 мг/л) или применять местные аппликации 1—2 % раствором фторида натрия или фторида олова. Такие действия могут сократить вероятность появления кариеса на 30—50 %.
Предельно допустимая концентрация связанного фтора (в виде фторидов и фторорганических соединений) в воздухе промышленных помещений равна 0,0005 мг/литр воздуха.

## Токсикология
Фтор представляет собой чрезвычайно агрессивное химическое вещество. Сильно ядовит, является сильным окислителем. Раздражающие свойства в несколько раз сильнее, чем у фтороводорода. Фтор — «судорожный яд», как и значительное число его соединений. Обладает кумулятивным действием. В организм проникает главным образом ингаляционным и пероральным путями. Характерные проявления интоксикации при ингаляционном воздействии сводятся к болезненности и жжению в области носа, глотки, за грудиной, кровотечению из носа, сухому кашлю. Возможен спазм гортани и бронхиальной мускулатуры. При осмотре обнаруживаются гиперемия, отёчность и некрозы слизистых оболочек носоглотки, изъязвления и даже прободения носовой перегородки. Слизистые дыхательных путей также некротизируются и покрываются жёлтыми корочками.
При лёгких ингаляционных отравлениях фтором и его соединениями, как правило, ограничиваются развитием ринофаринголарингита и трахеобронхита на фоне общей слабости, утомляемости, лабильности пульса и АД. — отравление «маскируется» под «простуду», что затрудняет своевременную диагностику и лечение.
При поражениях фтором и его соединениями средней тяжести диагностируются глубокие бронхиты, и, с задержкой, пневмонии; а также судороги и гепатиты.
В случае тяжёлых отравлений развиваются поражение тканей и токсический отёк лёгких, коматозное состояние, судороги.
Резорбтивное действие объясняется возможностью фтора вступать в свободно-радикальные реакции с тканями организма — осаждение кальция из сыворотки крови и тканевой жидкости в форме фторида, приводящие к глубоким нарушениям в обмене веществ, замедлению свёртываемости крови, нарушению кислотно-основного соотношения крови, нарушению нервно-мышечной проводимости, увеличению проницаемости сосудистых стенок. Кроме того, фтор нарушает функционирование ряда ферментных систем, взаимодействуя с магнием, марганцем, железом, цинком, входящих, как и кальция, в состав энзимов, являясь их активаторами или ингибиторами. Отравления фтором нарушает активность ферментов, использующих микроэлементы в качестве кофакторов, например снижается активность Энолазы (нарушение гликолиза и синтеза макроэргов), аденозинтрифосфатазы, глутаминсинтетазы.
Ожоги глаз и кожных покровов наблюдаются при непосредственном контакте с фтором. Контакт кожи с газом в течение 2 секунд вызывает термический ожог II степени; воздействие в концентрации 0,15—0,30 мг/л приводит к раздражению открытых участков кожи. При обследовании 252 человек, подвергающихся воздействию фтора, у 57 обнаружены конъюнктивиты или экзема век.
Фтор депонируется в костях и медленно, в течение нескольких лет, выводится из организма почками и кишечником.